# Lauenbrück
Lauenbrück er en kommune med godt 2.200 indbyggere (2013) der er administrationsby i Samtgemeinde Fintel i den sydøstlige del af Landkreis Rotenburg (Wümme), i den nordlige del af den tyske delstat Niedersachsen.

## Geografi
Kommunen ligger i den østlige del af Landkreises Rotenburg (Wümme). Floden Fintau munder ud i Wümme i Lauenbrück . Landskabet er præget af store skovområder mod øst og syd, samt moser (Steinbecker Moor) og floderne. På grund af de fugtige områder er der kun små områder der er dyrket som landbrug.

### Inddeling
Jernbanelinjen mellem Hamburg og Bremen går gennem kommunen. Mellem denne og den nordlige ende af Wümme ligger hovedbyen Lauenbrück, med en ny bydel på sydsiden af banelinjen. Bydelen Stell ligger mod nordøst tæt ved grænsen til Landkreis Harburg.

### Nabokommuner
Nabokommuner er (med uret fra nord):
- Stemmen
- Vahlde, nördlicher Teil
- Königsmoor
- Vahlde, südlicher Teil
- Scheeßel
- Helvesiek